# Commissaire des armées
« Commissaire aux armées » redirige ici. Pour les autres significations, voir Représentant en mission et Commissaire politique.
 (avril 2025).
Si vous disposez d'ouvrages ou d'articles de référence ou si vous connaissez des sites web de qualité traitant du thème abordé ici, merci de compléter l'article en donnant les références utiles à sa vérifiabilité et en les liant à la section « Notes et références ».

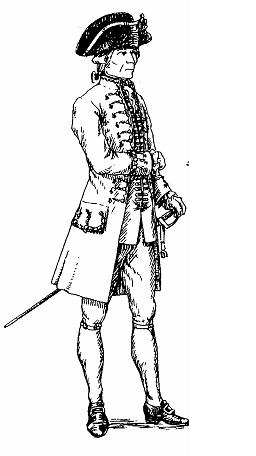
Commissaire 1776.

Un commissaire des armées est un officier administrateur chargé du soutien des armées et services.
Placés à des postes de conception et d’encadrement, les commissaires des armées s’occupent  notamment des métiers supports : droit, achats, logistique, finance, ressources humaines, audit, contrôle de gestion, restauration, systèmes d’information… 
Ils sont affectés au sein des armées et services du ministère des Armées : armée de Terre, Marine nationale, armée de l’Air et de l’Espace, Service de santé des armées, Direction générale de l’armement, etc. Ils participent directement aux engagements opérationnels. 
Ce grade a été ou est utilisé dans les armées danoise, norvégienne, prussienne, suédoise, française et soviétique.